# Jebres (plaats)
Jebres is een bestuurslaag in het regentschap Surakarta van de provincie Midden-Java, Indonesië. Jebres telt 39.487 inwoners (volkstelling 2010).